# 크리스티아 프릴랜드
크리스티나 알렉산드라 프릴랜드(영어: Christina Alexandra Freeland, 1968년 8월 2일~)는 자유당 소속의 캐나다의 정치인이다. 우크라이나에서 기자로 일하다, 《파이낸셜 타임스》, 《글로브 앤드 메일》에서, 특히 로이터 통신에서 전무이사로 일한 적이 있다. 이후 자유당에 입당하여 주요 관직을 맡았다.

## 생애
앨버타주 피스리버출생으로 미국 하버드 대학교에서 러시아 역사와 문학 학사를, 그 후 영국 옥스퍼드 대학교에서 슬라브학으로 석사 학위를 취득하였다.
20대 중반의 나이에 영국 《파이낸셜 타임스》 모스크바 지국장을 맡아 소련 붕괴를 현장에서 보도하였다. 이후 편집부국장으로 승진하였으나, 편집국장과의 불화로 퇴사하여, 캐나다 언론 《글로브 앤드 메일》 에서 부국장을 지낸 뒤 영국 로이터 통신에서 전무이사를 역임하였다.

## 정치인

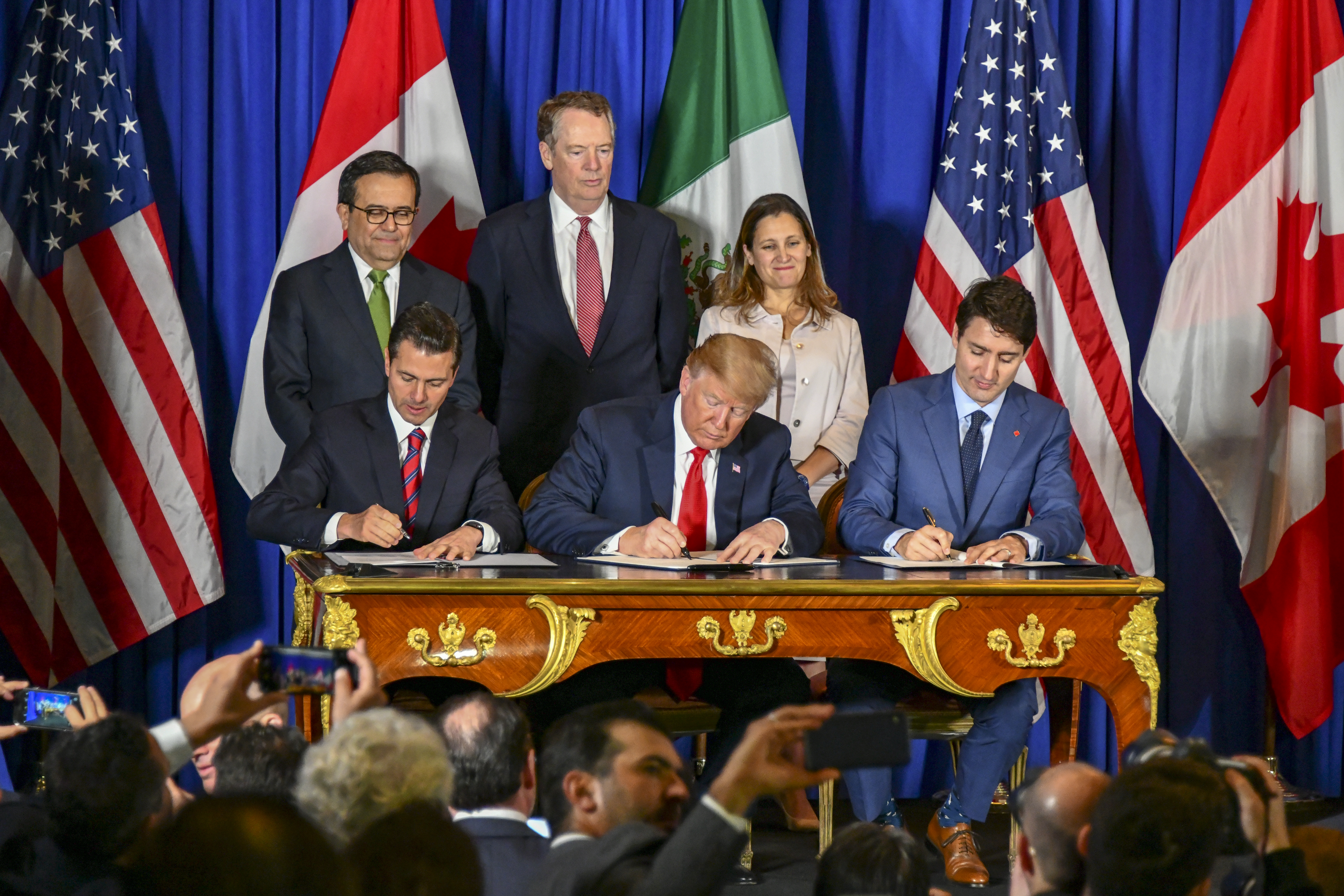
2018년 11월 30일 아르헨티나 수도 부에노스아이레스에서 열린 G20 정상회의에서 미국-멕시코-캐나다 협정에 서명하고 있는 3국 정상들 (앞줄 왼쪽부터 엔리케 페냐 니에토 멕시코 대통령, 도널드 트럼프 미국 대통령, 쥐스탱 트뤼도 캐나다 총리, 뒷줄 맨 오른쪽이 프릴랜드 장관)

2013년, 당시 제3당이던 자유당에 합류하였다. 당시 자유장 총재였던 쥐스탱 트뤼도가 그의 정계 입문을 권유한 것으로 전해졌다. 프릴랜드는 2013년 토론토 센터 지역의 보궐선거 이후 국회의원이 되었다. 2015년 연방 선거 이후, 쥐스탱 트뤼도 정부에서 국제 무역 장관으로 임명되어, 캐나다-미국-멕시코 협정과 유럽 연합과의 포괄적 경제 무역 협정(CETA)을 협상하였다. 그 결과 2017년 외무부 장관으로 승진하였다. 2019년 선거 이후 부총리가 되었고, 정부 간 업무 장관도 맡았다. 2020년에는 역사상 처음으로 여성 재무부 장관으로 임명되어 재임 중이다.

## 저서
- Freeland, Chrystia (2000). 《Sale of the Century: Russia's Wild Ride from Communism to Capitalism》. Crown Business. ISBN 0-8129-3215-3.
- Freeland, Chrystia (2012). 《Plutocrats: The Rise of the New Global Super-Rich and the Fall of Everyone Else》. Penguin Books. ISBN 978-1-84614-252-9.

## 같이 보기
- 미국-멕시코-캐나다 협정